# Alexander Volkanovski
Alexander Volkanovski (Shellharbour, 26 de maio de 1988) é um lutador profissional de artes marciais mistas australiano. Volkanovski foi seis vezes campeão Peso-Pena do UFC, e realizou cinco defesas de título na organização.

## Vida pessoal
Volkanovski nasceu na Austrália, sendo filho de imigrantes. Seu pai é macedônio enquanto sua mãe é grega. Ele é casado com sua esposa Emma e tem duas filhas, Ariana e Airlie.

## Carreira no MMA
Volkanovski fez sua estreia no UFC em   de Novembro de 2016 e aumentou sua sequência de vitórias para 11 com um nocaute técnico no segundo round sobre Yusuke Kasuya no UFC Fight Night: Lewis vs. Hunt. Ele anunciou a imprensa depois da luta que iria descer do peso leve para o peso-pena em sua próxima luta.
Volkanovski retornou aos penas e enfrentou Mizuto Hirota em 11 de Junho de 2017 no UFC Fight Night 110. Ele venceu a luta via decisão unânime.
Volkanovski enfrentou Shane Young em 19 de Novembro de 2017 no UFC Fight Night: Werdum vs. Tybura. Volkanovski venceu a luta via decisão unânime.
Ele enfrentou Jeremy Kennedy em 11 de Fevereiro de 2018 no UFC 221: Romero vs. Rockhold. Ele venceu a luta via nocaute técnico.
Volkanovski enfrentou Darren Elkins em 14 de Julho de 2018 no UFC Fight Night 133. Ele venceu a luta via decisão unânime.
Volkanovski enfrentou Chad Mendes em 29 de Dezembro de 2018 no UFC 232: Jones vs. Gustafsson II. Ele venceu via nocaute técnico no segundo round. Esta luta lhe rendeu o bônus de Luta da Noite.
Volkanovski enfrentou o ex campeão peso-pena do UFC José Aldo no UFC 237: Namajunas vs. Andrade em 11 de Maio de 2019. Ele venceu a luta via decisão unânime.

### Cinturão do UFC
Volkanovski enfrentou Max Holloway em 14 de dezembro de 2019 pelo Cinturão Peso-Pena do UFC no UFC 245: Usman vs. Covington. Volkanovski dominou o então campeão e saiu vencedor por decisão unânime.
Uma revanche imediata contra Holloway foi marcada para o dia 11 de julho de 2020 noUFC 251: Usman vs. Masvidal em Abu Dhabi. Volkanovski foi declarado vencedor em uma controversa decisão dividida.

## Cartel no MMA
| Cartel no MMA   |             |            |
| 30 lutas        | 26 vitórias | 4 derrotas |
| Por nocaute     | 13          | 3          |
| Por finalização | 3           | 0          |
| Por decisão     | 10          | 1          |

| Res.    | Cartel | Oponente              | Método                                    | Evento                                         | Data       | Round | Tempo | Local                 | Notas |
| ------- | ------ | --------------------- | ----------------------------------------- | ---------------------------------------------- | ---------- | ----- | ----- | --------------------- | --- |
| Vitória | 27-4   | Diego Lopes           | Decisão (unânime)                         | UFC 314: Volkanovski vs. Lopes                 | 12/04/2025 | 5     | 5:00  | Miami, Flórida        | Ganhou o Cinturão Peso Pena do UFC.; Luta da Noite.                                                             |
| Derrota | 26-4   | Ilia Topuria          | Nocaute (soco)                            | UFC 298: Volkanovski vs. Topuria               | 17/02/2024 | 2     | 3:32  | Anaheim, Califórnia   | Retorno aos Penas; Perdeu o Cinturão Peso Pena do UFC.                                                          |
| Derrota | 26-3   | Islam Makhachev       | Nocaute (chute na cabeça e socos)         | UFC 294: Makhachev vs. Volkanovski 2           | 21/10/2023 | 1     | 3:06  | Abu Dhabi             | Retorno aos Leves; Pelo Cinturão Peso Leve do UFC; Volkanovski substituiu Oliveira com 10 dias de antecedência. |
| Vitória | 26-2   | Yair Rodriguez        | Nocaute Técnico (socos)                   | UFC 290: Volkanovski vs. Rodríguez             | 08/07/2023 | 3     | 4:19  | Las Vegas, Nevada     | Retorno aos Penas; Defendeu e Unificou o Cinturão Peso Pena do UFC.                                             |
| Derrota | 25-2   | Islam Makhachev       | Decisão (unânime)                         | UFC 284: Makhachev vs. Volkanovski             | 12/02/2023 | 5     | 5:00  | Perth                 | Retorno aos Leves; Pelo Cinturão Peso Leve do UFC; Luta da Noite; Luta do Ano (2023).                           |
| Vitória | 25-1   | Max Holloway          | Decisão (unânime)                         | UFC 276: Adesanya vs. Cannonier                | 02/07/2022 | 5     | 5:00  | Las Vegas, Nevada     | Defendeu o Cinturão Peso Pena do UFC.                                                                           |
| Vitória | 24-1   | Chan Sung Jung        | Nocaute Técnico (socos)                   | UFC 273: Volkanovski vs. Korean Zombie         | 09/04/2022 | 4     | 0:45  | Jacksonville, Florida | Defendeu o Cinturão Peso Pena do UFC; Performance da Noite.                                                     |
| Vitória | 23-1   | Brian Ortega          | Decisão (unânime)                         | UFC 266: Volkanovski vs. Ortega                | 25/09/2021 | 5     | 5:00  | Las Vegas, Nevada     | Defendeu o Cinturão Peso Pena do UFC; Luta da Noite.                                                            |
| Vitória | 22-1   | Max Holloway          | Decisão (dividida)                        | UFC 251: Usman vs. Masvidal                    | 11/07/2020 | 5     | 5:00  | Abu Dhabi             | Defendeu o Cinturão Peso Pena do UFC.                                                                           |
| Vitória | 21-1   | Max Holloway          | Decisão (unânime)                         | UFC 245: Usman vs. Covington                   | 14/12/2019 | 5     | 5:00  | Las Vegas, Nevada     | Ganhou o Cinturão Peso Pena do UFC; Zebra do Ano (2019).                                                        |
| Vitória | 20-1   | José Aldo             | Decisão (unânime)                         | UFC 237: Namajunas vs. Andrade                 | 11/05/2019 | 3     | 5:00  | Rio de Janeiro        | |
| Vitória | 19-1   | Chad Mendes           | Nocaute Técnico (socos)                   | UFC 232: Jones vs. Gustafsson II               | 29/12/2018 | 2     | 4:14  | Inglewood, Califórnia | Luta da Noite.                                                                                                  |
| Vitória | 18-1   | Darren Elkins         | Decisão (unânime)                         | UFC Fight Night: dos Santos vs. Ivanov         | 14/07/2018 | 3     | 5:00  | Boise, Idaho          | |
| Vitória | 17-1   | Jeremy Kennedy        | Nocaute Técnico (socos e cotoveladas)     | UFC 221: Romero vs. Rockhold                   | 11/02/2018 | 2     | 4:57  | Perth                 | |
| Vitória | 16-1   | Shane Young           | Decision (unânime)                        | UFC Fight Night: Werdum vs. Tybura             | 19/11/2017 | 3     | 5:00  | Sydney                | Peso Casado (150 lbs).                                                                                          |
| Vitória | 15-1   | Mizuto Hirota         | Decisão (unânime)                         | UFC Fight Night: Lewis vs. Hunt                | 11/06/2017 | 3     | 5:00  | Auckland              | Retornou aos Penas.                                                                                             |
| Vitória | 14-1   | Yusuke Kasuya         | Nocaute Técnico (socos)                   | UFC Fight Night: Whittaker vs. Brunson         | 26/11/2016 | 2     | 2:06  | Melbourne             | Estreia no UFC.                                                                                                 |
| Vitória | 13-1   | Jai Bradney           | Nocaute Técnico (socos)                   | Wollongong Wars 4                              | 08/07/2016 | 1     | N/A   | Nova Gales do Sul     | Retornou aos Leves; Ganhou o Cinturão Peso Leve do Wollogong Wars.                                              |
| Vitória | 12-1   | Jamie Mullarkey       | Nocaute (soco)                            | Australian Fighting Championship 15            | 19/05/2016 | 1     | 3:23  | Melbourne             | Defendeu o Cinturão Peso Pena do AFC.                                                                           |
| Vitória | 11-1   | Yusuke Yachi          | Finalização (triângulo)                   | Pacific Xtreme Combat 50                       | 04/12/2015 | 4     | 3:43  | Mangilao              | Ganhou o Cinturão Peso Pena do PXC.                                                                             |
| Vitória | 10-1   | James Bishop          | Nocaute Técnico (socos)                   | Australian Fighting Championship 13            | 14/06/2015 | 1     | 1:39  | Melbourne             | Ganhou o Cinturão Peso Pena do AFC.                                                                             |
| Vitória | 9-1    | David Butt            | Nocaute Técnico (socos)                   | Wollongong Wars 2                              | 01/11/2014 | 2     | 1:52  | New South Wales       | |
| Vitória | 8-1    | Kyle Reyes            | Decisão (unânime)                         | Pacific Xtreme Combat 45                       | 24/10/2014 | 3     | 5:00  | Mangilao              | Retornou aos Penas.                                                                                             |
| Vitória | 7-1    | Jai Bradney           | Finalização (mata leão)                   | Roshambo MMA 3 – In the Cage                   | 26/07/2014 | 1     | 4:58  | Queensland            | Retornou aos Leves; Defendeu o Cinturão Peso Leve do Roshambo MMA.                                              |
| Vitória | 6-1    | Rodolfo Marques Diniz | Nocaute (soco)                            | Australian Fighting Championship 9             | 17/05/2014 | 1     | 3:41  | Nova Gales do Sul     | Estreia nos Penas.                                                                                              |
| Vitória | 5-1    | Greg Atzori           | Finalização (guilhotina)                  | Roshambo MMA 2 – In the Cage                   | 01/02/2014 | 1     | N/A   | Brisbane              | Ganhou o Cinturão Peso Leve do Roshambo MMA.                                                                    |
| Vitória | 4-1    | Luke Catubig          | Nocaute Técnico (socos)                   | Australian Fighting Championship 7             | 14/12/2013 | 3     | 4:39  | Melbourne             | |
| Derrota | 3-1    | Corey Nelson          | Nocaute Técnico (chute na cabeça e socos) | Australian Fighting Championship 5             | 10/05/2013 | 3     | 0:13  | Melbourne             | Quartas de final do Torneio dos Meio Médios do AFC.                                                             |
| Vitória | 3-0    | Anton Zafir           | Nocaute Técnico (socos)                   | Roshambo MMA 1 – In the Cage                   | 17/04/2013 | 4     | 2:19  | Brisbane              | Ganhou o Cinturão Meio Médio do Roshambo MMA.                                                                   |
| Vitória | 2-0    | Regan Wilson          | Nocaute Técnico (interrupção médica)      | Southern Fight Promotions – Cage Conquest 2    | 23/02/2013 | 1     | 2:49  | Nova Gales do Sul     | Ganhou o Cinturão Meio Médio do Cage Conquest.                                                                  |
| Vitória | 1-0    | Gerhard Voigt         | Decisão (unânime)                         | Revolution Promotions – Revolution at the Roxy | 19/05/2012 | 3     | 5:00  | Sydney                | |